# باب السمارين
باب السمارين هو أحد الأبواب التاريخية لمدينة فاس. يتكون باب السمارين من قوسين كبيرين (أي بابين إثنين) شُيد الباب الضخم من طرف مرينيون سنة 1244م. يقع باب السمارين في مدخل فاس الجديد، حيث يفصل بين كل من -الملاح الذي يعتبر أقدم حي لليهود بالمغرب، و -زنقة فاس الجديد القلب النابض للتجارة بالمدينة و - القصر الملكي بفاس.
يعتبر باب السمارين من الحصون الدفاعية التي اعتمد عليها المرينيون في مواجهة الأعداء والدفاع عن حرمة الدولة المرينية.[بحاجة لمصدر]

## لمحة تاريخية

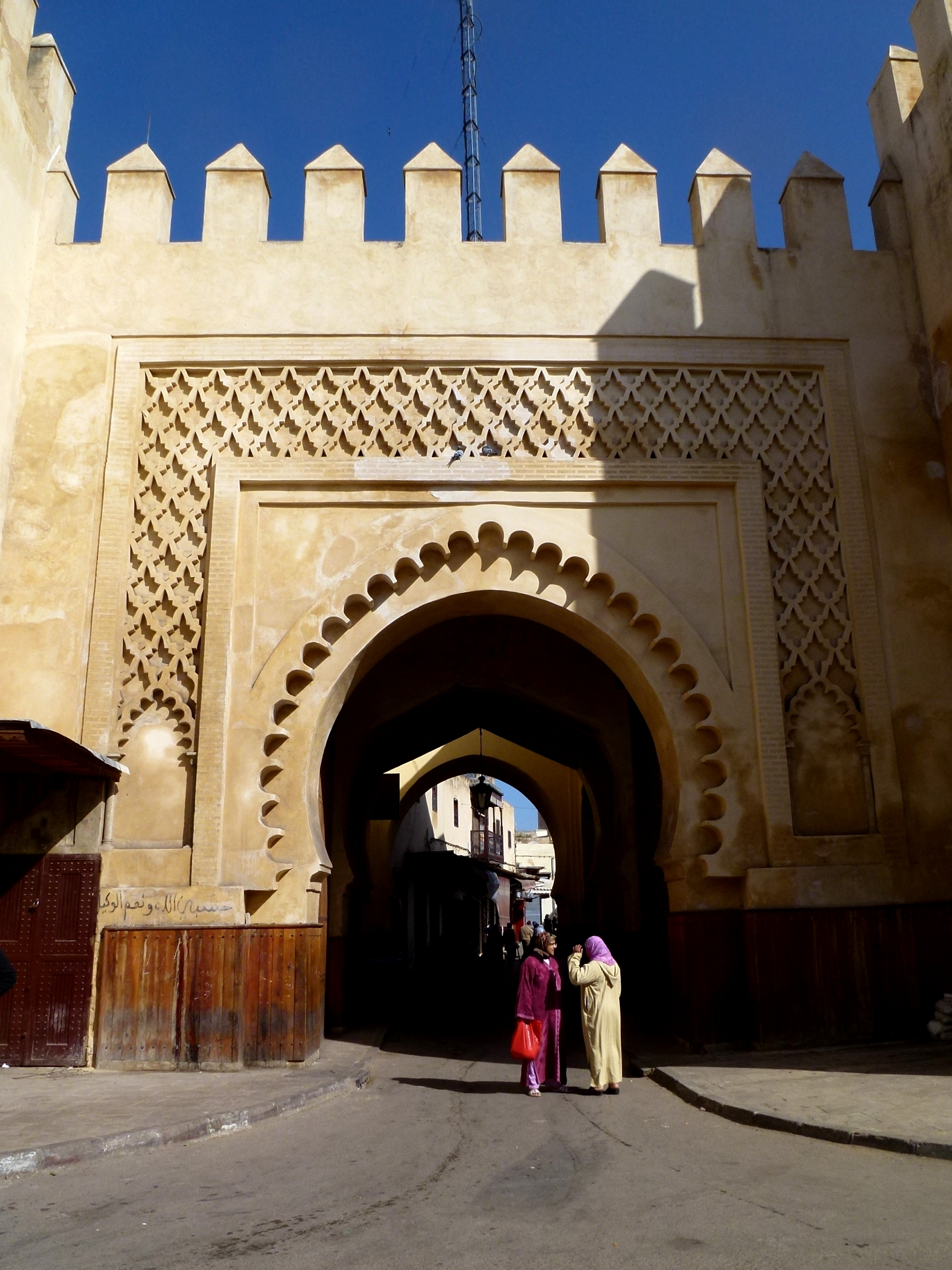
باب السمارين

سمي باب السمارين بهذا الاسم بسبب وقوعه بالقرب من ورش الحدادة بالمنطقة، فالسمارين هم الحدادين. كانت هناك بوابة أقدم موجودة في نفس موقع باب السمارين، وكانت البوابة الأصلية القديمة تُعرف باسم باب عيون صنهاجة، وفي عام 1276 أسس السلطان المريني أبو يوسف يعقوب مدينة فاس الجديد لتكون عاصمة لدولته، وحصنها بمجموعة مزدوجة من الجدران على جانبها الشرقي المواجه لمدينة البالي أصبح باب السمارين هو المدخل الجنوبي للمدينة. كانت البوابة نقطة البداية لشارع السوق الرئيسي في مدينة فاس الجديد، والذي يُطلق عليه اليوم اسم الشارع الكبير، والذي يؤدي إلى مدخل دار المخزن في الشمال، كانت المنطقة الواقعة إلى الشرق من هذا الشارع، بالقرب من البوابة، مشغولة بالكامل بصوامع الحبوب والمستودعات، التي استبدلت تدريجيًا في العصور اللاحقة بمباني سكنية. خلال حقبة الاستعمار الفرنسي للمغرب أعيد بناء باب السمارين بالكامل في عام 1924 وقامت الإدارة الاستعمارية الفرنسية بتكييفها لكي تسمح بتدفق حركة المرور من وإلى المدينة بشكل أكبر.

## التصميم

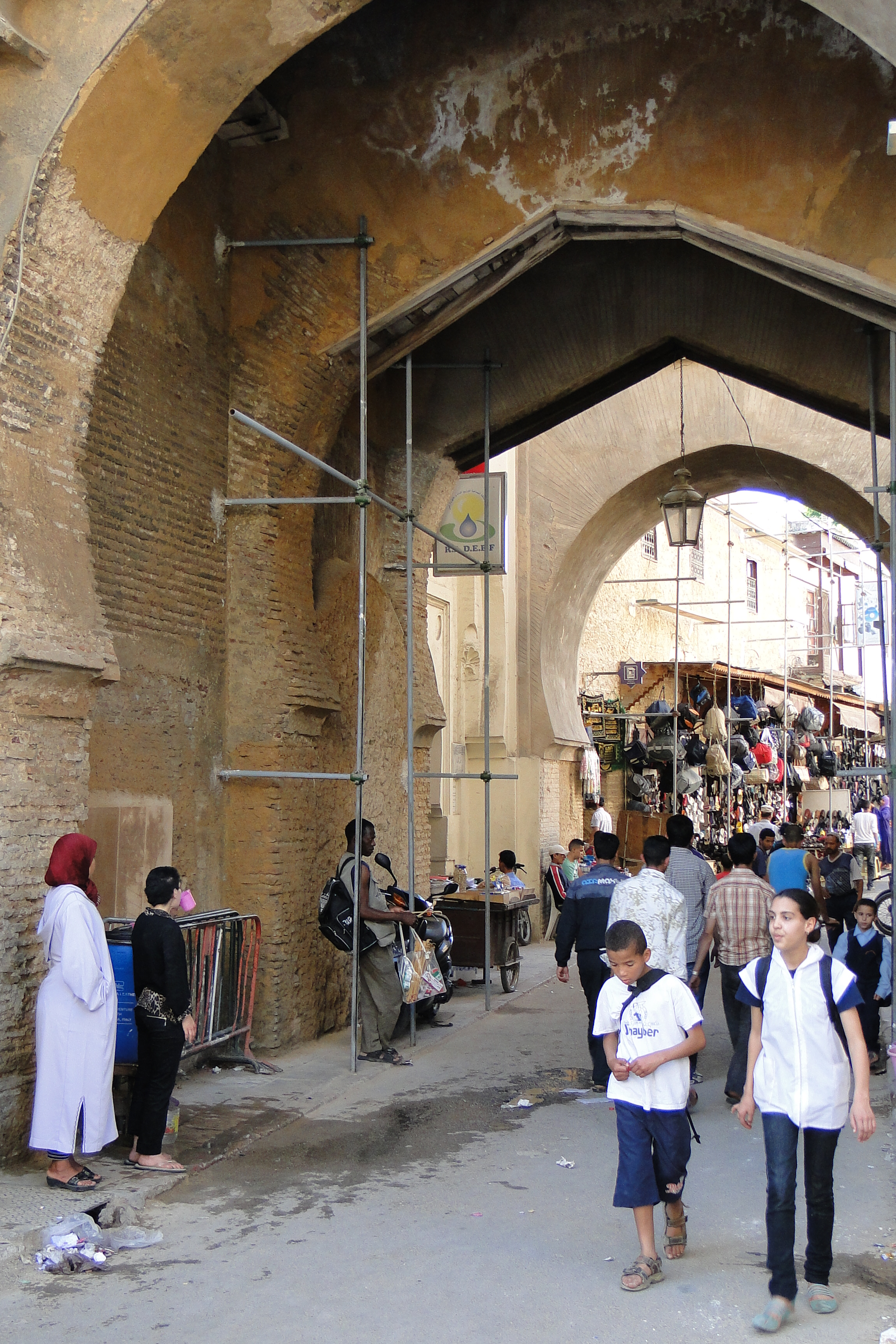
الممر الداخلي لباب السمارين

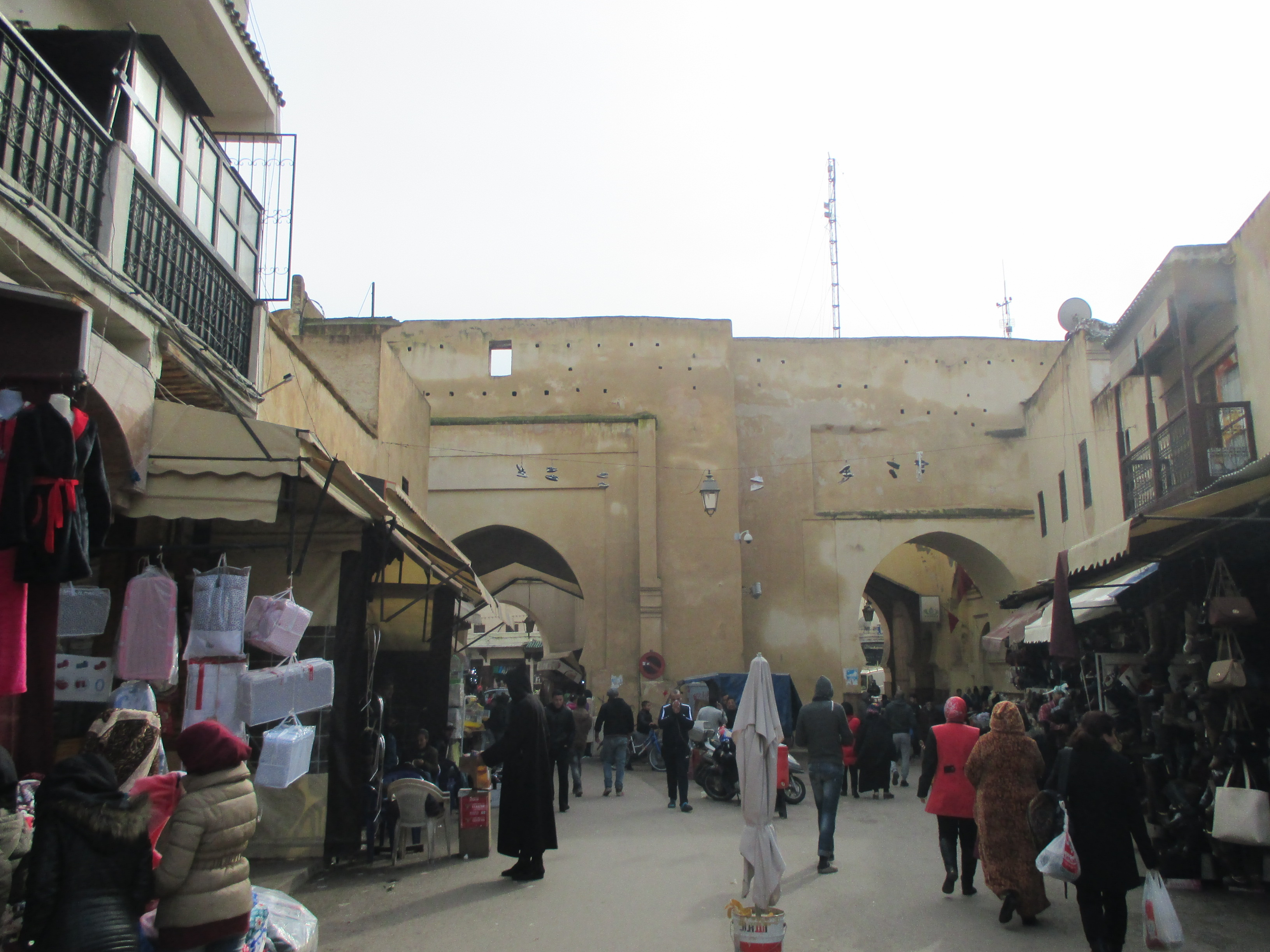
الواجهة الداخلية لباب السمارين

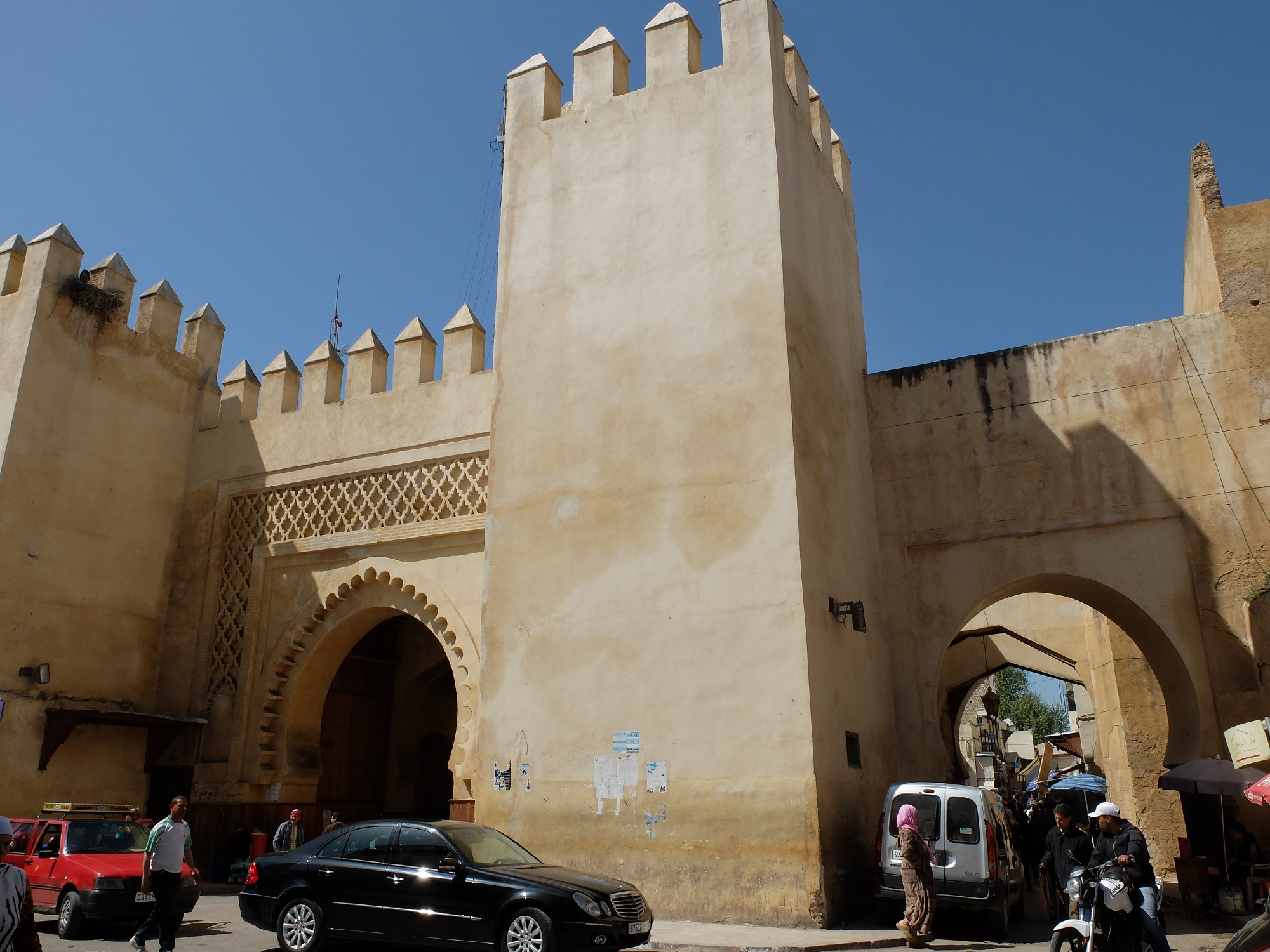
الواجهة الخارجية لباب السمارين

تميز باب السمارين بمدخله المنعطف الذي يقود إلى ممر داخلي يدور بزاوية 90 درجة لعدة مرات، كانت هذه سمة دفاعية شائعة في البوابات المغربية في العصور الوسطى وفي الهندسة المعمارية العسكرية في العصور الوسطى في أماكن أخرى، ولكن خلال التعديلات التي أدخلتها إدارة الاستعمار الفرنسي على البوابة في أوائل القرن العشرين، فتحت الجدران الداخلية لهذا الممر لتسهيل حركة المرور عبر البوابة والسماح بتدفق المركبات، بسهولة أكبر، وونتيجة لذلك، أصبح للبوابة اليوم مدخل مزدوج بأقواس متعددة تمتد عبر مساحة الممر السابق. المدخل الأصلي لبوابة باب السمارين محاط بأبراج دفاعية على كلا الجانبين. والواجهة الخارجية للبوابة مزينة بأقواس متعددة الفصوص منها ما هو مصمت وما هو مخطط بشكل مستطيل كما تحوي الاقواس بعض الزخارف الشبكية. ويوجد داخل ممر البوابة أيضًا باب جانبي يفتح على ممر آخر يمتد غربًا على طول الجدران القديمة، وقد استخدم هذا الممر تاريخيًا للوصول مباشرة إلى القصر الملكي. وعلى الجانب الآخر للممر توجد قاعة سوق كبيرة مقببة أعيد بناؤها أيضًا في القرن العشرين على طراز صوامع الحبوب المرينية التي كانت قائمة قديما في ذات الموقع.